# Eisenhut-Höckereule

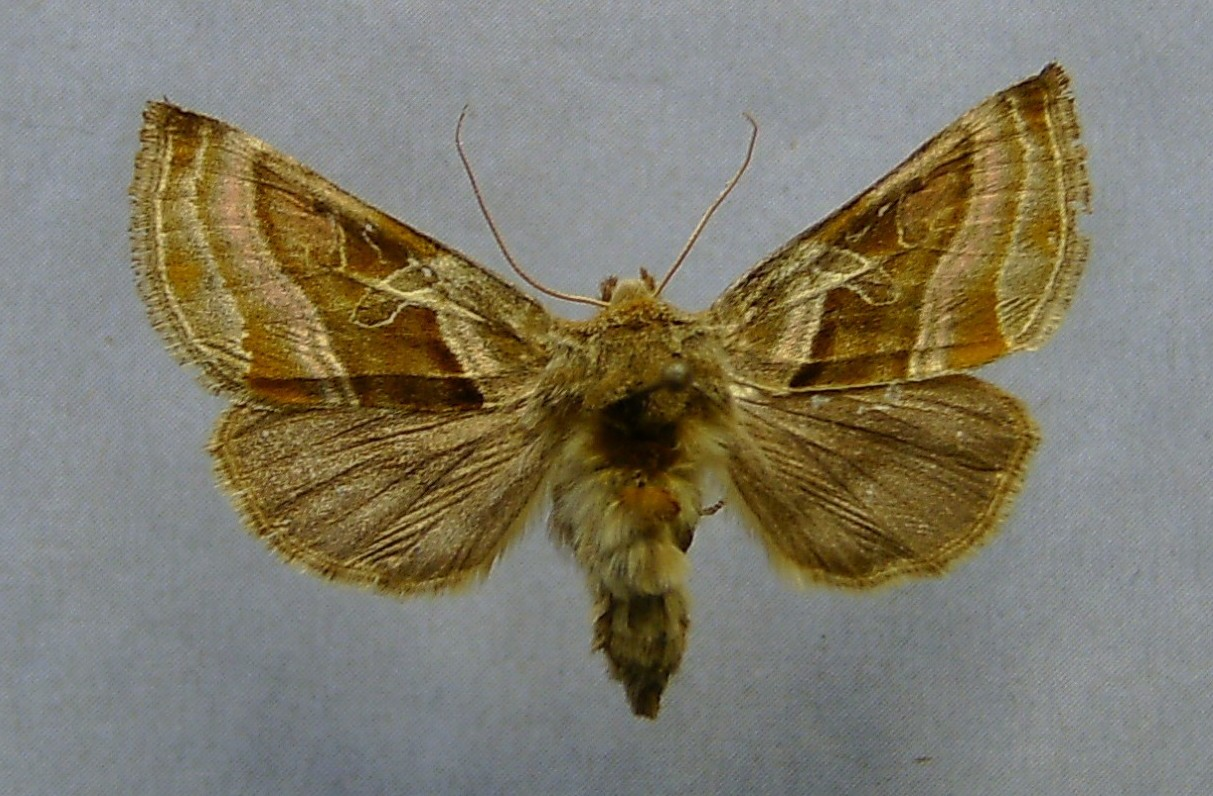
Präparat einer Eisenhut-Höckereule

Die Eisenhut-Höckereule (Euchalcia variabilis), auch als Eisenhut-Metalleule bezeichnet, ist ein Schmetterling (Nachtfalter) aus der Familie der Eulenfalter (Noctuidae).

## Merkmale

### Imago
Die Eisenhut-Höckereule ist ein mittelgroßer Falter mit einer Flügelspannweite von 34 bis 42 Millimetern. Die Vorderflügel sind graubraun bis dunkelbraun, teilweise olivgrün getönt. Eine schmale rosafarbene Binde sowie mehrere helle Querlinien, die nahezu parallel zum Außenrand verlaufen, sind charakteristisch für die Art. Ring- und Zapfenmakel sind oft undeutlich und dünn hell gerändert. Im Gegensatz zu vielen Vertretern der Goldeulen (Plusiinae) besitzt die Eisenhut-Höckereule keinerlei metallisch glänzende Zeichen auf den Flügeln. Die Hinterflügel sind graubraun. Am Kopf befindet sich ein höckerförmiges Haarbüschel. Der Körper der Falter ist pelzig behaart und besitzt weitere kleinere Haarbüschel. Der Rüssel ist gut ausgebildet.

### Raupe
Die Raupen erreichen eine Länge von bis zu 35 Millimetern und sind in den ersten Stadien blassgelb mit schwarzen Punkten. Erwachsen sind sie in der Grundfarbe grün und haben viele Haar tragende schwarze Punktwarzen sowie einen deutlichen gelben Seitenstreifen. Die Stigmen sind schwarz, wie auch die zwei Paar Bauchbeine.

### Puppe
Die Puppe ist schwärzlichgrün mit einer langen Rüsselscheide und stielförmigem Kremaster ohne Dornen.

## Synonyme
- (Phytometra variabilis)[2]
- (Plusia variabilis)[2]

## Verbreitung und Lebensraum
Die Art ist in Europa verbreitet, aber in vielen Gebieten selten. Sie bevorzugt südliche Regionen und kommt auch im Alpenvorland und den Alpen vor, wo sie bis über 2.300 Meter anzutreffen ist. Der Lebensraum erstreckt sich von Laubwaldrändern und Bachufern bis zu Parklandschaften, Gärten und buschigen Hängen.

## Lebensweise
Die Eisenhut-Höckereule ist nachtaktiv und fliegt auch künstliche Lichtquellen an. Die jungen Raupen überwintern sehr klein. Nach der Überwinterung verstecken sich die Raupen in Fresspausen gerne zwischen zusammengefalteten, etwas angewelkten Blättern der Futterpflanze.

### Flug- und Raupenzeiten
Die Falter fliegen vorwiegend von Juni bis August in einer Generation. Die Raupen findet man ab August. Sie überwintern und verpuppen sich überwiegend im Mai des darauf folgenden Jahres.

### Nahrung der Raupen
Die Raupen ernähren sich von den Blättern verschiedener Eisenhut-Arten, wie Buntem Eisenhut (Aconitum variegatum) und Wolfs-Eisenhut (Aconitum lycoctonum) sowie auch von Ritterspornen (Delphinium) und Akeleiblättriger Wiesenraute (Thalictrum aquilegifolium).

## Gefährdung
Die Art kommt in Deutschland nur in einigen Bundesländern vor, ist in Baden-Württemberg auf der Vorwarnliste, in Bayern extrem selten mit geographischer Restriktion, in Thüringen und Niedersachsen vom Aussterben bedroht.